# Necrotaulius furcatus
Necrotaulius furcatus is een fossiele soort schietmot uit de familie Necrotauliidae.